# Diócesis de Járkov-Zaporiyia
La diócesis de Járkov-Zaporiyia (en latín: Dioecesis Kharkiviensis-Zaporizhiensis, en ucraniano: Харківсько-Запорізька дієцезія y en ruso: Диоцез Харькова-Запорожья) es una circunscripción eclesiástica de la Iglesia católica en Ucrania. Se trata de una diócesis latina, sufragánea de la arquidiócesis de Leópolis. Desde el 6 de enero de 2020 su obispo es Pavlo Honcharuk.

## Territorio y organización

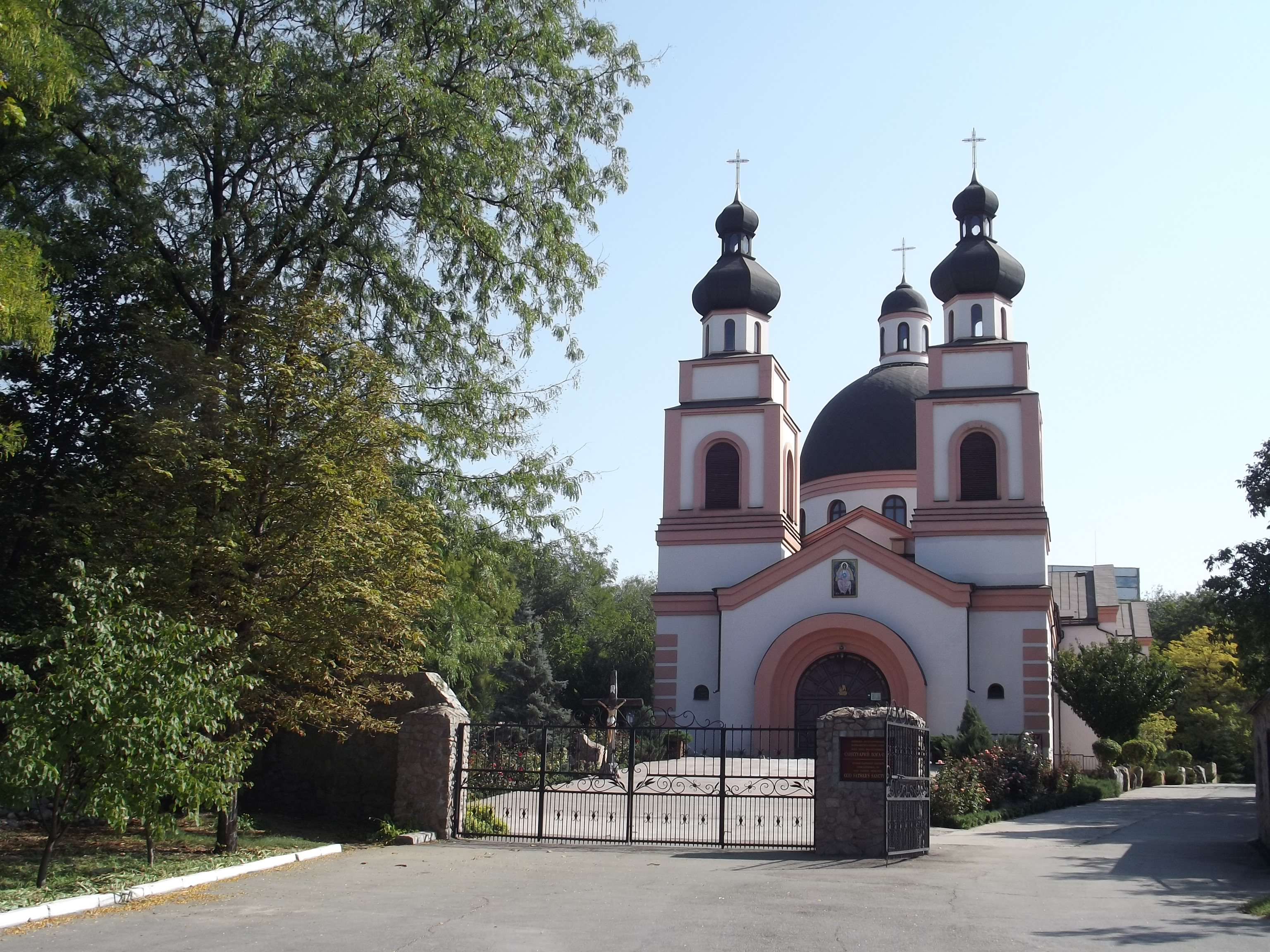
Concatedral del Padre Misericordioso, en Zaporiyia

La diócesis tiene 196 300 km² y extiende su jurisdicción sobre los fieles católicos de rito latino residentes en las óblast de Donetsk, Járkov, Dnipropetrovsk, Lugansk, Poltava, Sumy y Óblast de Zaporiyia. Tras la Invasión rusa a Ucrania en 2022 Rusia proclamó la anexión a su territorio de las óblast de Donetsk, Lugansk y Zaporiyia, que ocupa parcialmente, y ocupa además sectores de las óblast de Sumy, Járkov y Dnipropetrovsk. Las dos primeras estaban ocupadas en parte desde 2014 por separatistas prorrusos que proclamaron las no reconocidas repúblicas populares de Donetsk y de Lugansk, respectivamente. 
La sede de la diócesis se encuentra en la ciudad de Járkov, en donde se halla la Catedral basílica de la Asunción de la Santísima Virgen María. En Zaporiyia se encuentra la Concatedral del Padre Misericordioso.
En 2023 en la diócesis existían 40 parroquias agrupadas en 6 decanatos: Donetsk, Lugansk, Járkov, Dnipropetrovsk, Poltava, Sumy y Zaporiyia.

## Historia
Los inmigrantes católicos comenzaron a llegar a la región como consecuencia de las particiones de Polonia. El 22 de noviembre de 1773 la emperatriz Catalina la Grande creó sin consultar al papa la diócesis de Bielorrusia, que el 17 de enero de 1782 transformó en la arquidiócesis de Mogilev con jurisdicción sobre la mayor parte del Imperio ruso, incluyendo el área de Járkov-Zaporiyia (fue aprobado por el papa el 15 de abril de 1783).
Tras la Revolución de octubre de 1917 la Iglesia católica comenzó a ser aniquilada en Rusia, que pasó a ser la Unión Soviética poco después. El 10 de marzo de 1926 el papa Pío XI nombró un administrador apostólico en Járkov, el presbítero Wincenty Ilgin, quien fue capturado por las autoridades soviéticas y finalmente expulsado en 1933.
Con el fin del régimen soviético y el nacimiento de la república independiente de Ucrania, el papa Juan Pablo II decidió restaurar las diócesis ubicadas en Ucrania el 16 de enero de 1991 y los límites de la diócesis de Zhitómir se ampliaron hacia el este, para incluir todos los territorios ucranianos de la arquidiócesis de Mogilev.
La diócesis fue erigida el 4 de mayo de 2002 mediante la bula Ad plenius prospiciendum del papa Juan Pablo II, separando territorio de las diócesis Kamianets-Podilski y de Kiev-Zhitómir.
El territorio de la diócesis se encuentra parcialmente invadido por Rusia desde 2022, afectando la guerra gravemente a la diócesis y gran parte de su territorio ha sido anexado a Rusia.

## Estadísticas
Según el Anuario Pontificio 2024 la diócesis tenía a fines de 2023 un total de 47 400 fieles bautizados.
| Año                                                                             | Población            | Población  | Población      | Sacerdotes | Sacerdotes    | Sacerdotes    | Bautizados por sacerdote | Diáconos permanentes | Religiosos | Religiosos | Parroquias |
| Año                                                                             | Bautizados católicos | Total      | % de católicos | Total      | Clero secular | Clero regular | Bautizados por sacerdote | Diáconos permanentes | Varones    | Mujeres    | Parroquias |
| ------------------------------------------------------------------------------- | -------------------- | ---------- | -------------- | ---------- | ------------- | ------------- | ------------------------ | -------------------- | ---------- | ---------- | ---------- |
| 2003                                                                            | 60 000               | 19 082 600 | 0.3            | 31         | 9             | 22            | 1935                     |                      | 27         | 43         | 35         |
| 2004                                                                            | 70 000               | 19 082 100 | 0.4            | 30         | 6             | 24            | 2333                     |                      | 33         | 46         | 40         |
| 2006                                                                            | 61 200               | 19 561 190 | 0.3            | 40         | 8             | 32            | 1530                     |                      | 53         | 61         | 53         |
| 2013                                                                            | 40 000               | 18 090 000 | 0.2            | 63         | 23            | 40            | 634                      |                      | 48         | 48         | 51         |
| 2016                                                                            | 47 000               | 15 775 000 | 0.3            | 49         | 19            | 30            | 959                      |                      | 39         | 46         | 54         |
| 2019                                                                            | 48 430               | 15 621 350 | 0.3            | 49         | 20            | 29            | 988                      |                      | 37         | 43         | 54         |
| 2021                                                                            | 47 680               | 15 442 590 | 0.3            | 48         | 19            | 29            | 993                      | 2                    | 35         | 52         | 54         |
| 2023                                                                            | 47 400               | 15 350 000 | 0.3            | 36         | 12            | 24            | 1316                     |                      | 28         | 30         | 40         |
| Fuente: Catholic-Hierarchy, que a su vez toma los datos del Anuario Pontificio. |                      |            |                |            |               |               |                          |                      |            |            |            |

## Episcopologio

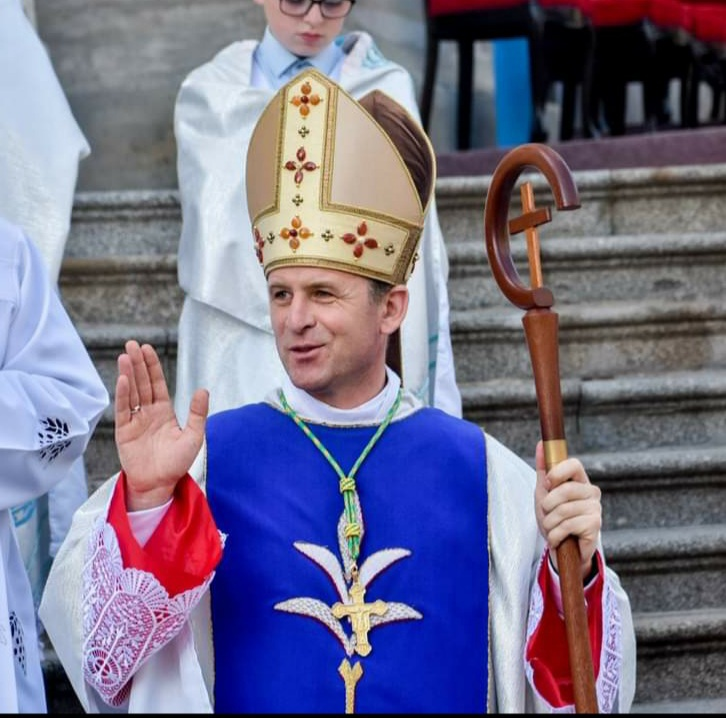
Pavlo Honcharuk, obispo de Járkov-Zaporiyia desde 2020

- Stanislaw Padewski, O.F.M.Cap. † (4 de mayo de 2002-19 de marzo de 2009 retirado)[3]
- Marian Buczek (19 de marzo de 2009 por sucesión-12 de abril de 2014 renunció)
- Stanislav Šyrokoradjuk, O.F.M. (12 de abril de 2014-2 de febrero de 2019 nombrado obispo coadjutor de Odesa-Simferópol)
- Pavlo Honcharuk, desde el 6 de enero de 2020